# Lorenzo Petrocca
Lorenzo Petrocca (Crotone, 18 febbraio 1964) è un chitarrista e compositore italiano naturalizzato tedesco; ha collaborato con diversi artisti internazionali del panorama jazz come Monty Alexander, Herb Ellis, Tony Scott, Duško Gojković, Jeff e John Clayton, Howard Levy, Al Martino, Bruno De Filippi, Gianni Basso, Paolo Pellegatti, Massimo Moriconi, Salvatore Bonafede e tanti altri.

## Biografia
Emigrato con la famiglia in Germania nel 1979 all'età di 15 anni, si dedica alla boxe (sport che già praticava in Italia) diventando campione del Baden-Württemberg nel 1981 e nel 1982 campione della Germania del Sud, entrambe nella sua categoria di peso.
Di formazione autodidatta, all'età di 18 anni compra la sua prima chitarra elettrica e si aggrega ad una band italiana che suona musica da ballo; dal 1986 suona con un'altra band, questa volta di genere funky e soul, costituita da soldati dell'esercito americano.
Nel 1989 si avvicina al jazz ascoltando George Benson, avvalendosi di importanti collaborazioni internazionali.
Dal 1993 partecipa ad oltre 30 sessioni di registrazione in qualità di turnista affiancando musicisti del calibro di Ack van Rooyen, Jiggs Whigham, Monty Alexander, Martin Drew e Gianni Basso.
Nel 1994 fonda il Lorenzo Petrocca Quartet con il fratello Davide e Jens Loh al contrabbasso, Andy Herrmann al pianoforte e Armin Fischer alla batteria; l'anno successivo inizia a collaborare con Herb Ellis e incide il suo primo disco, Insieme, con Bruno De Filippi come ospite. Nel 1998 dà vita ad un altro gruppo musicale, l'Organ Trio, con Thomas Bauser all'organo Hammond e Armin Fischer alla batteria; nello stesso anno incidono il loro primo album, Stop It.
Nel 2000 collabora con il fratello Davide, Martin Drew e Monty Alexander all'incisione dell'album Universal Lovesongs, con protagonista la cantante Caterina Zapponi.
Nel 2011 l'album My Music, inciso con il suo Organ Trio, vince il premio Archtop-Germany CD of the Year, uno dei più prestigiosi riconoscimenti nel panorama musicale tedesco.
Il suo progetto più recente, l'Italian Organ Trio, si avvale della collaborazione di Alberto Marsico all'organo Hammond e Tommy Bradascio alla batteria.